# Foresta dell'Abetone

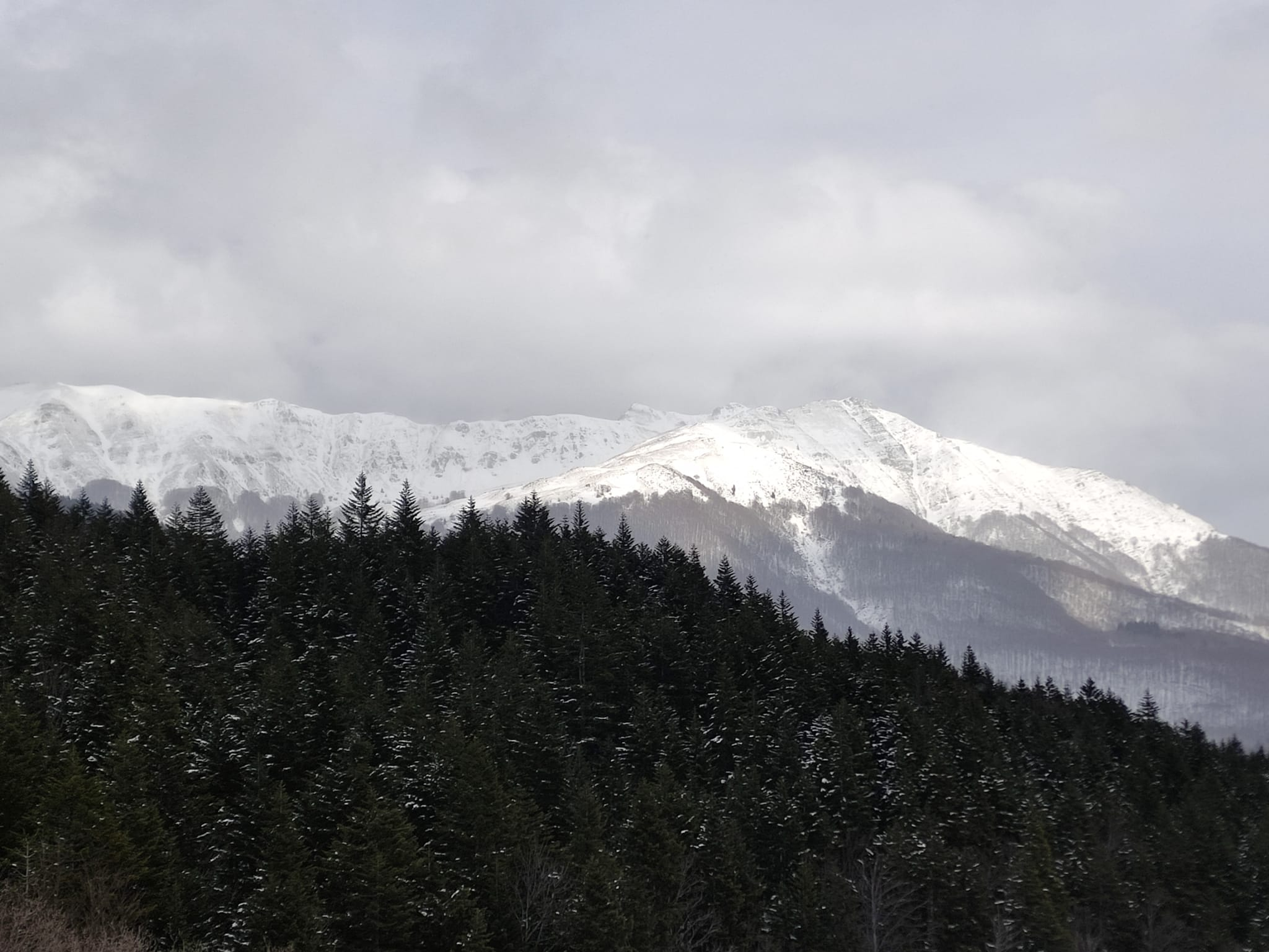
La Foresta dell'Abetone e il Monte Libro Aperto (febbraio 2022)

La foresta dell'Abetone è una delle quattro Foreste pistoiesi, assieme alla Foresta del Teso ed ai complessi forestali Melo-Lizzano-Spignana e Acquerino-Collina, ed è un'area naturale protetta, situata sulla Montagna Pistoiese, nella località montana dell'Abetone, in provincia di Pistoia, Toscana. La foresta dell'Abetone copre cinque comprensori: Libro Aperto, Abetone, Sestaione, Le Regine– Cecchetto, La Piastra.

## Storia
La  foresta  diventa un'unità amministrativa nel 1777, quando il granduca di Toscana e il duca di Modena diedero vita all'Azienda delle Macchie del Boscolungo che si occupava di gestire le proprietà comunali delle montagne abetonesi.

### Azienda delle Macchie di Boscolungo

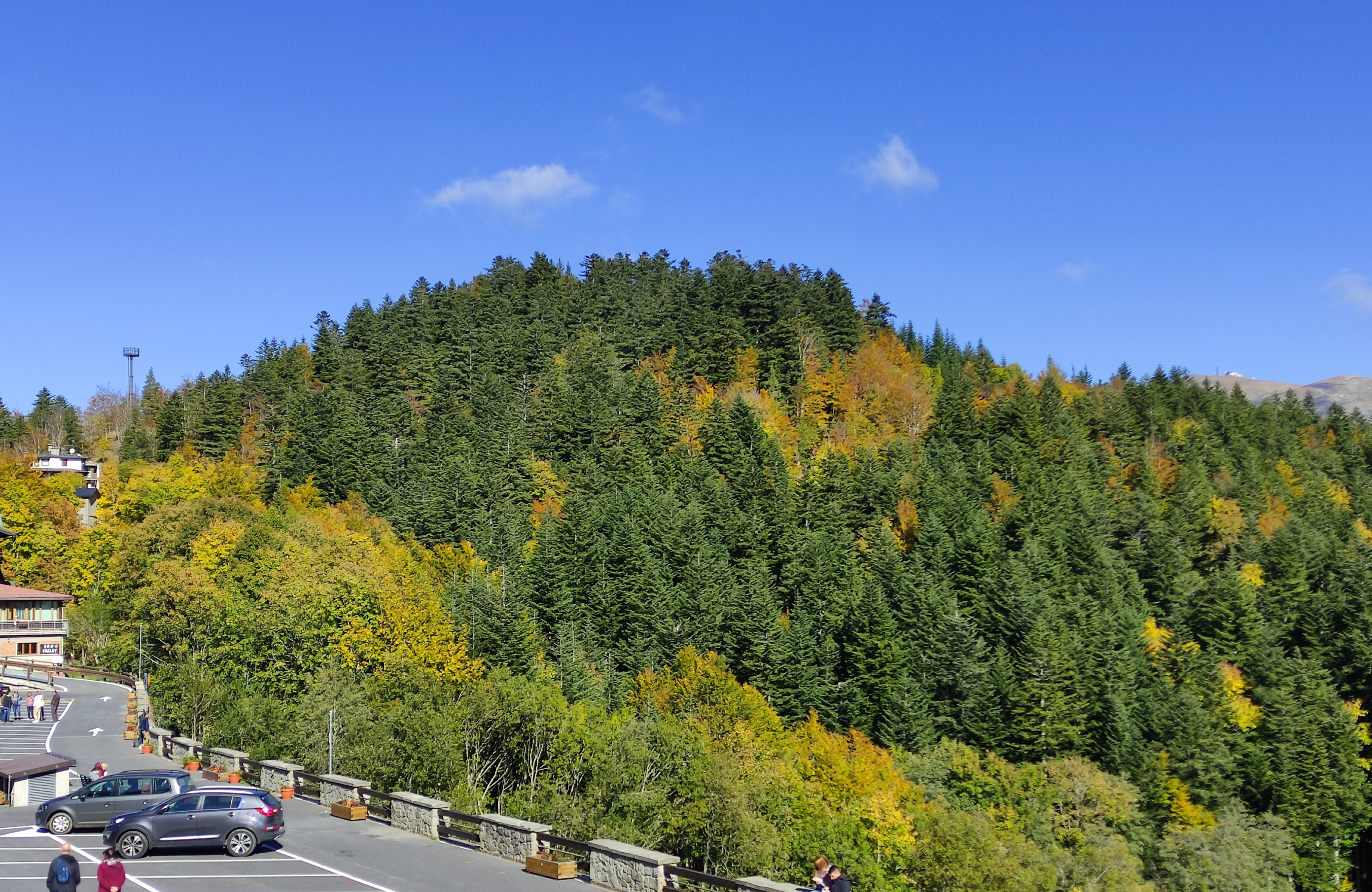
La Foresta dell'Abetone presso l'omonimo valico (novembre 2021)

L'amministrazione della foresta da parte dell'Azienda delle Macchie di Boscolungo fu inizialmente in collaborazione con la  Magona, azienda che si occupava della gestione siderurgica del Granducato di Toscana. Questa cooperazione provocò la distruzione delle fustaie di faggio della Lima e del Sestaione, riducendo al minimo la capacità riproduttiva della zona.
Nel 1794 fu creata la strada Giardini - Ximenes (odierna statale 12 dell'Abetone e del Brennero). Gestore dei lavori fu padre Ximenes, che si occupò anche di rinfoltire la vegetazione circostante piantando 10-15000 abetini l'anno in sostituzione del faggio già presente e ripulendo la zona dalla vegetazione spontanea.  Nel 1816 l'Azienda delle Macchie di Boscolungo fu separata dalla  Magona.  Ne fu nominato amministratore Thomas Thryrion. Nel 1817 l'Azienda di Boscolungo fu divisa in nove terreni: Monte Maiori I, Monte Maiori II, Monte Maiori III, Boscolungo, Monte Faidello, Lago Nero, Abetone del Sorbeto, Pian degli Ontani e Vecciati. I primi cinque appezzamenti erano utilizzati per i boschi misti di abete e faggio.
Nel 1821 l'amministrazione dell'Azienda di Boscolungo passò a Ottaviano Pacini. Nel 1822 la situazione si presentava poco promettente: a Monte Maiori gli abeti erano 800, quelli del Sorbeto 1400. Nel 1835 il granduca di Toscana Leopoldo II trasferì l'amministrazione della foresta a Carlo Siemoni, ingegnere forestale boemo che continuò il suo lavoro anche dopo la formazione dello Stato Italiano. A seguito della nascita del Regno d'Italia, per effetto della legge 20 giugno 1871, la foresta fu inclusa fra i beni incedibili e la gestione passò nel 1873 all'Amministrazione forestale dello Stato.
La nuova amministrazione si occupò di risanare la situazione, promuovendo la crescita di 250 piante di faggio ad alto fusto per ogni ettaro di terreno. Fu favorito il rimboschimento delle zone nude o lasciate allo stato brado; risale a questo periodo la nascita delle fustaie artificiali di faggio nei pressi delle  Regine e  Cecchetto,  mentre in prossimità della strada del Brennero fu diffuso il larice a scopo estetico.
Durante il 1871 e 1890 furono riforestati circa 500 ettari di terreno con 5,5 milioni di piantine e con densità di impianto pari a 8000 piantine/ettaro. 
Nel 1901 fu elaborata una legge che permetteva i tagli sulla vegetazione solo in caso di schianto. Nel 1928 la foresta aveva una superficie di 2160 ettari: 700 ettari di fustaia di abete bianco, 750 ettari di fustaia di faggio, 450 ettari di ceduo di faggio, 260 ettari di alpe nuda e pascolo.
Tra il 1972 e il 1977 la proprietà della foresta passa parzialmente dallo Stato alla Regione Toscana. Nel 1976 la normativa regionale affida la foresta dell'Abetone alla Comunità montana "Alto Appennino Pistoiese"; successivamente alla Legge Regionale 51/1981, i confini della foresta vengono ridelimitati. A seguito della legge regionale 68/2011 la direzione della foresta è passata alla Provincia di Pistoia, con sede a Campo Tizzoro.

## Area geografica
La foresta dell'Abetone si estende su una superficie totale di 1.331,2248 ettari, completamente in provincia di Pistoia, occupando i territori dei comuni di:
- Abetone Cutigliano per 865,9151 ettari
- San Marcello Piteglio per 465,3097 ettari

Immersa in un paesaggio tipicamente montanaro, la foresta occupa la parte alta dei bacini dei torrenti Sestaione e Lima. La superficie è divisa in due bacini separati da un crinale sulla Selletta da Monte Torto a Monte Cardoso.
La foresta si estende su cinque comprensori:
- "Libro Aperto", che si estende per 36,8280 ettari occupando la parte del sottobacino del Rio Botre
- "Abetone", che si estende su 74,8956 ettari occupando la parte di crinale da La Selletta fino a Le Regine
- "Le Regine - Cecchetto", che si estendono su una superficie di 168,3529 ettari
- "Sestaione", che si estende su 518,7545 ettari ed è totalmente staccato dalla Riserva Naturale del Pian degli Ontani

### Montagne
La montagna più elevata della foresta dell'Abetone è l'Alpe Tre Potenze (1940 m), a seguire c'è il Libro Aperto (1937 m), un gruppo formato da due monti Monte Rotondo (1937 m) e Monte Belvedere (1896 m). La quinta montagna più elevata è il Monte Gomito (1892,3 m).

### Geologia
Presso la foresta dell'Abetone è possibile trovare le serie geologiche alloctona e autoctona.
- La formazione delle argille scagliose fa parte della serie alloctona e si trova a Sud dal crinale che va dal Passo dell'Abetone al Monte Maiori. La serie prende il nome di alloctona a causa della sua composizione basata su materiali argillosi depositati in profondità marine nei periodi giurassico ed oceanico. La zona è principalmente composta da rocce scistose, calcaree, ofiolitiche e arenacee. Le ultime rocce (chiamate inclusi delle argille scagliose) non sono argillose. Il colore di questa serie è molto vario: si va da un grigio più o meno intenso fino ad un rosso vinoso e in alcune zone addirittura azzurro e verdastro. Il terreno è caratterizzato da un'elevata franosità e una fertilità scadente.
- La formazione dell'areniera macigno è la serie autoctona ed è la parte più sviluppata della foresta, sono i sedimenti oligocenici ricoperti dalle più antiche argille della serie alloctona, in seguito ai movimenti orogenetici da cui ebbe origine la Catena Appenninica, e a causa dell'erosione su molti tratti è stata messa a nudo l'arenaria. L'arenaria della serie autoctona è denominata macigno, ed è formata da granuli di quarzo, mica bianca, ortoclasio ed altri silicati, tutti tenuti assieme da un cemento di nuvola argillosa; il colore è tipicamente giallastro.

Presso la foresta dell'Abetone son presenti due circhi glaciali: al Lago Nero e sotto la foce del Campolino. Alla fine di questi circhi glaciali sono presenti anche delle rocce mioceniche. Alcune tracce mioceniche sono presenti sul versante Nord - Est del Monte Gomito. I detriti di falda sono molto comuni nella foresta: consistono in residui rocciosi accumulati alla fine di una parete rocciosa, si formano a causa della caduta di massi o di sfaldamento della parete rocciosa e vengono comunemente chiamati, dalle persone del luogo, macerati.
I macerati possono essere ospitati in zone vergini o essere completamente immersi nella vegetazione. Alcune zone ricche di questi detriti vengono indicate localmente con nomi propri: Macereto della Guardia, Macereto Andreoni, Macereto della Chioccola. La foresta dell'Abetone è caratterizzata anche dalla presenza di riempimenti torbosi che danno origine agli sfagni, questi sono depositi di acqua modesti, le cui capacità dipendono dalle precipitazioni di acqua, la profondità è di circa due metri e sono localizzati vicino al Lago Nero, Lago delle Bruciate, Lago Baccioli, Lago del Greppo e Lamacee.

### Clima
Durante gli anni 1951 - 2004 è stato svolto uno studio sul clima presso la stazione meteorologica di Boscolungo e gestita dall'Ufficio Idrografico e Mareografico di Pisa, situata presso il posto fisso di Abetone (località di Ponte alle Lime) all'interno della Riserva Naturale di Abetone a m. 1340.
Dal punto di vista meteorologico la zona è caratterizzata da precipitazioni di acqua e neve, e forti venti nella stagione autunnale. Questa area è caratterizzata da un'elevata piovosità dovuta all'instabilità prodotta dal transito delle perturbazioni atlantiche e all'attività delle depressioni sottovento all'arco alpino che si generano nel Golfo di Genova.

#### Precipitazioni
Lo studio effettuato negli anni 1951 - 2004 ha riscontrato una media annua di 2449,4 mm e 126,8 giorni di pioggia.
Il mese più piovoso risulta essere novembre con 343 mm e 13 giorni di pioggia; luglio è il mese meno piovoso con 70,2 mm e 6,5 giorni di pioggia.
|                   | Gennaio | Febbraio | Marzo | Aprile | Maggio | Giugno | Luglio | Agosto | Settembre | Ottobre | Novembre | Dicembre | Anno   |
| Giorni di pioggia | 11.6    | 10.1     | 11.0  | 13.5   | 11.8   | 9.8    | 6.5    | 7.9    | 8.8       | 11.8    | 13.1     | 11.6     | 126.8  |
| Media mensile     | 236.1   | 215.8    | 212.4 | 215.2  | 159.0  | 118.8  | 70.2   | 95.3   | 172.0     | 306.2   | 343.0    | 305.4    | 2449.4 |

Precipitazioni totali medie mensili e annue, numero di giorni piovosi, anni di studio 1951-2004

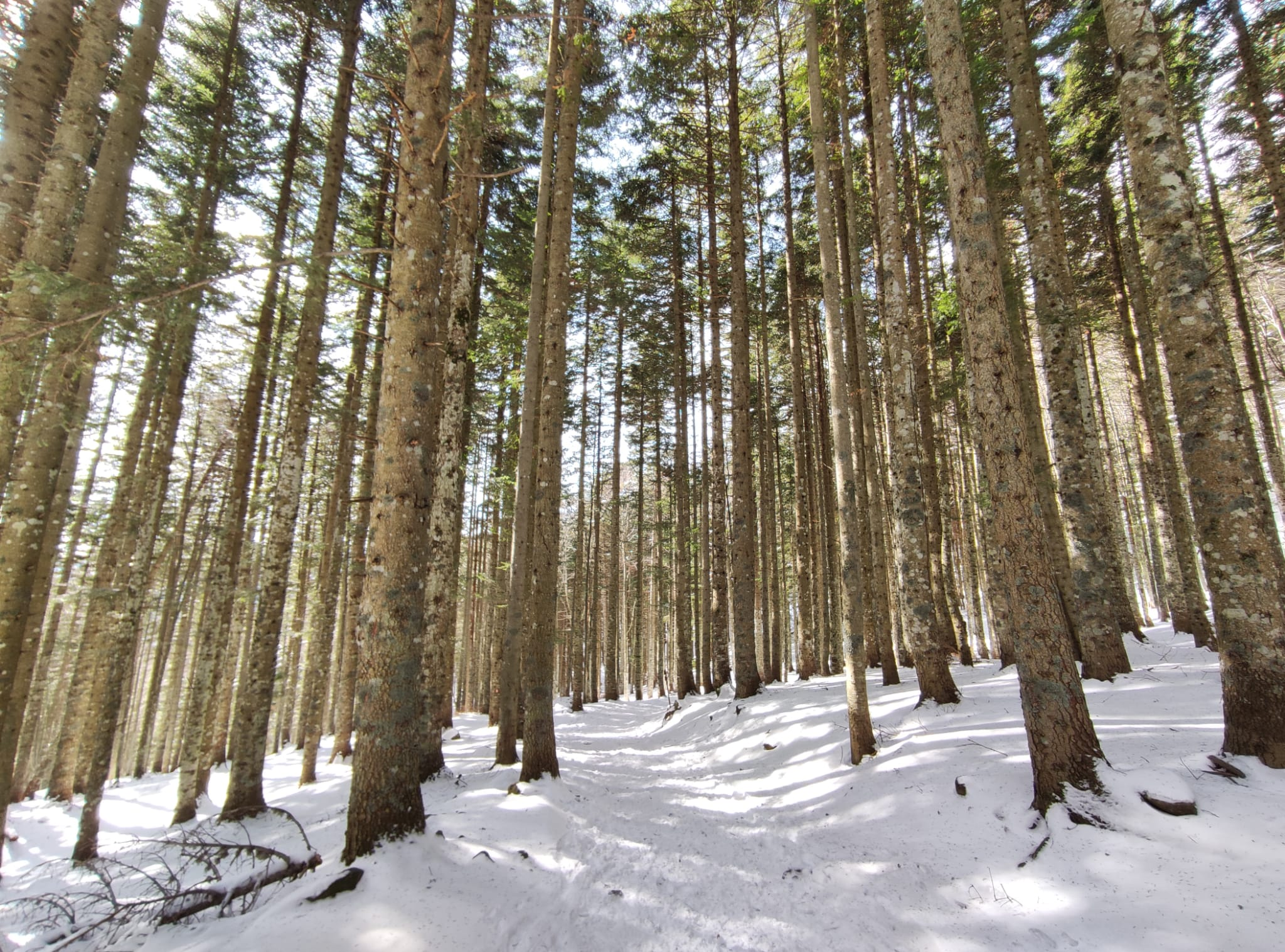
Abetina innevata nella Foresta dell'Abetone (febbraio 2022)

#### Precipitazioni nevose
Trovandosi su altezze favorevoli, la foresta è soggetta anche a precipitazioni nevose.
Il numero medio annuo di precipitazioni nevose è di 29,9 giorni; la variazione è piuttosto estesa passando da 9 giorni nel 2002 a 55 giorni nel 1979.
Il periodo più favorevole per le nevicate è gennaio, con 6,4 giorni; a seguire febbraio e marzo.
La quantità media di neve annua è circa 331 cm; la minima manifestazione è avvenuta nel 2002 con 97 cm e il massimo livello raggiunto è stato nel 1980 con 648 cm. Durante il mese di gennaio si verifica il valore medio più alto di neve pari a 76 cm; a seguire febbraio con 72 cm e marzo 65 cm. Nei mesi di ottobre e di maggio si verificano i livelli minimi di neve al suolo con 2 cm.
La durata media della neve al suolo è di 142 giorni. La durata minima è stata di 84 giorni nel 1989 e la durata massima è stata di 197 giorni nel 1980.
|      | Neve annuale |
| ---- | ------------ |
| 1951 | 300 cm       |
| 1959 | 220 cm       |
| 1967 | 340 cm       |
| 1975 | 230 cm       |
| 1983 | 280 cm       |
| 1991 | 270 cm       |
| 1999 | 410 cm       |

#### Temperatura
Il clima del luogo è mite, con una temperatura media di 6,7 °C, temperatura media delle minima di 2,9 °C e temperatura media delle massime di 10,5 °C.
L'escursione termica risulta essere pari a 17,3 °C.
|             | Gennaio | Febbraio | Marzo   | Aprile | Maggio  | Giugno  | Luglio  | Agosto  | Settembre | Ottobre | Novembre | Dicembre | Annuale | Escursione termica |
| ----------- | ------- | -------- | ------- | ------ | ------- | ------- | ------- | ------- | --------- | ------- | -------- | -------- | ------- | ------------------ |
| Temp. min   | -3.9 °C | -3.7 °C  | -1.8 °C | 0.8 °C | 4.9 °C  | 8.6 °C  | 11.1 °C | 11.2 °C | 8.2 °C    | 4.6 °C  | 0.5 °C   | -2.3 °C  | 2.9 °C  | 15.1 °C            |
| Temp. max   | 1.4 °C  | 2.2 °C   | 5.3 °C  | 8.4 °C | 13.7 °C | 17.7 °C | 21.1 °C | 21.0 °C | 16.4 °C   | 11.1 °C | 5.8 °C   | 2.4 °C   | 10.5 °C | 19.7 °C            |
| Temp. media | -1.2 °C | -0.8 °C  | 1.7 °C  | 4.6 °C | 9.3 °C  | 13.2 °C | 16.1 °C | 16.1 °C | 12.3 °C   | 7.8 °C  | 3.2 °C   | 0.0 °C   | 6.7 °C  | 17.3 °C            |

Il mese più freddo è gennaio con -1,2 °C; la temperatura massima si manifesta in luglio e in agosto con 16,1 °C.

#### Venti, temporali e nebbie
I venti dei quadranti settentrionali sono i venti più forti dell'Abetone e soffiano intensamente nel periodo invernale, portando perturbazioni artiche. Nel periodo autunnale dominano i venti dei quadranti meridionali che portano intese precipitazioni di acqua.
In estate la situazione meteorologica è caratterizzata da improvvisi temporali accompagnati da forti scariche elettriche. I temporali provocano talvolta la caduta di alcuni alberi.
La foresta è soggetta alla formazione di vasti banchi di nebbia da ottobre fino a metà marzo.

## Flora
La foresta dell'Abetone è ubicata in una zona a clima mite e perumido; la sua vegetazione è influenzata da ciò e anche dalla costante presenza dell'uomo che ha modificato gran parte della vegetazione naturale.
La vegetazione prevalente è di tipo montano (vegetazione orofila), e latifoglie sciafile (vegetazione montana inferiore), caratterizzata dalla presenza di abetine, abete bianco, faggette, faggio, peccio e prati di monte.
Nei pressi del Lago Nero è situata una prateria costituita da Alchemilla saxatilis e Festuca ricceri nardeti, brachipodieti, parziali tratti di brughiera dove sono presenti piante di mirtilli e/o ginepriti. 
Le brughiere in questa zona sono in continuo aumento a causa di una diminuzione del pascolo.
Verso i 1000 m di quota è possibile trovare un bosco di caducifoglie eliofile formate da alberi di castagno e cerro; a quote inferiori ai 700–800 m sono presenti piante di ontano bianco (Alnus incana).
Nella Valle del Sestaione sono presenti formazioni vegetazionali casmofitiche (vegetazione che vive bene sia su pareti ricoperte da un sottile strato di suolo che nelle fessure delle rocce) glareicole (vegetazione che vive sulla ghiaia).

### Praterie
La foresta dell'Abetone include alcune vaste praterie. Le più imponenti sono presenti nella Valle del Sestaione e si sviluppano sopra il limite della vegetazione arborea.
Insieme alle brughiere formano una fascia che ospita parte del crinale dell'Alpe delle Tre Potenze, dei Denti della Vecchia e del Monte Gomito.
Sono presenti varie tipologie di prateria:
- "Prateria discontinua primaria di crinale su silice"
- "Prateria mesoxerofila a Brachypodium genuense"
- "Prateria acidofila a nardo" (poco diffusa), che proviene per lo più dalla distruzione di boschi di faggio
- "Prateria delle vallette nivali" (morfologia quasi pianeggiante)
- "Prateria igrofila a Deschampsia cespitosa", situata in prossimità di aree palustrali e suolo saturo d'acqua
- "Prateria mesoxerofila a bromo" (presente nel comprensorio di La Piastra)

### Arbusteti
Sono particolari specie vegetali caratterizzate dalle ramificazioni già alla base del fusto; sono presenti sopra i 1700–1800 m di quota. Nella Valle del Sestaione sono la tipologia di vegetazione meno diffusa.
Quelli presenti sono di due tipi:
- brughiera a Vaccinium myrtillus, piccolo arbusto con foglie caduche e seghettate, il frutto prodotto è una bacca blu-nerastra acidula e commestibile
- arbusteto acidofilo a Cytisus scoparius e Pteridium aquilinum, vegetazione ricca di ginestra dei carbonai e felce aquilina

### Soprassuoli forestali
I soprassuoli forestali si trovano oltre 1736 metri di quota.
In queste sezioni si individuano le faggete a dominanza Fagus sylvatica e sono presenti:
- Bosco acidofilo di Fagus sylvatica su suoli umidi lisciviati (presente nella Valle del Sestaione)
- Bosco acidofilo di Fagus sylvatica misto con Abies alba, Picea abies e sottobosco di Vaccinium su suoli umidi lisciviati (si trova tra il fosse del Lago Nero e il Lago delle Bruciate). Il bosco è molto ricco di Abies alba e Picea abies, Festuca gigantea, Stellaria nemorum e Senecio fucsii
- Bosco xeroacidofilo di Fagus sylvatica su suoli degradati (si trova sul comprensorio della Piastra). Questi boschi sono caratterizzati da una scarsa capacità idrica del suolo e di sostanze organiche. Le piante che lo compongono sono Fagus sylvatica, Castanea sativa, Quercus cerris, Abies alba, Hieracium sylvaticum, Luzula pedemontana, L. nivea, Veronica officinalis, V. urticiaefolia, Poa nemoralis, Avenella flexuosa, Oxalis acetosella, Teucrium scorodonia, Vaccinuim myrtillus
- Bosco xeroacidofilo di Fagus sylvatica su suoli superficiali, erosi con Sesleria argentea (distribuiti nella parte Ovest nella Valle di Pian degli Ontani)
- Bosco eutrofico di Fagus sylvatica a Cardamine (presenti nell'area delle Regine e del torrente Sestaione). In questo tipo di bosco domina il faggio, l'abete bianco e rosso, il larice e il pino nero. Per quanto riguarda il piano erbario è caratterizzato dalla presenza di Sanicula europea, Cardamine bulbifera, Euphorbia dulcis, Galium odoratum, Actaea spicata, Cardamine heptaphylla, Cardamine impatiens, Viola reichembachiana, Geranium nodosum, Dryopteris filix-mas
- Bosco rupestre di Fagus sylvatica

### Vegetazione rupestre
La vegetazione rupestre è un insieme di piante che per il proprio sviluppo necessitano di minime porzioni di terra dove affondare le proprie radici. Sono piante capaci di sopravvivere in ambienti ostili e inospitali (elevata aridità) e si insediano su rocce calcaree.
La vegetazione rupestre è formata da licheni crostosi, piccoli organismi vegetali come muschi e felci.
Si trova tra l'Alpe delle Tre Potenze e il Monte Gomito vicino alla foce del Campolino.
Si divide in:
- Vegetazione delle rupi silicee nel piano culminale
- Vegetazione delle falde detritiche silicee del piano culminale

### Vegetazione palustre
Caratterizzata da un terreno molto umido che in seguito a forti precipitazioni vede la formazione di piccoli stagni e una dominanza di vegetazione di carici. Il complesso di piante che domina è Typha angustifolia, Mentha aquatica, Schoenoplectus lacustris, Cyperus longus.
Nel periodo estivo l'acqua superficiale si asciuga e la flora si secca.
La zona palustrale più estesa è quella in prossimità del Lago Nero.

## Fauna
La fauna presente nella foresta dell'Abetone è tutelata dalla legge 157/1992 "Norme per la protezione della fauna selvatica omeoterma e per il prelievo venatorio". La superficie protetta dalla legge è compresa tra il 20 e il 30% del terreno totale; in queste zone è presente il divieto di caccia ai sensi dell'art. 21, comma 1 c lett. della Legge n. 157/1992.

### Mammalofauna
La fauna è molto varia e ricca, per quanto riguarda i mammiferi è caratterizzata dalla presenza di:
- Lepre (Lepus europaeus)
- Scoiattolo rosso (Sciurus vulgaris)
- Marmotta alpina (Marmota marmota)
- Talpa europea (Talpa europea)
- Talpa cieca (Talpa caeca)
- Arvicola delle nevi (Chionomys nivalis)
- Moscardino (Muscardinus avellanarius)
- Ghiro (glis glis)
- Istrice (Hystrix cristata)
- Lupo (Canis lupus)
- Volpe rossa (Vulpes vulpes)
- Tasso (Meles meles)
- Martora (Martes martes)
- Puzzola (Mustela putorius)
- Cinghiale (Sus scrofa)
- Cervo (Cervus elaphus)
- Capriolo (Capreolus capreolus)
- Daino (Dama dama)

Nel complesso la situazione non presenta casi di emergenza faunistica; sono presenti specie protette dalla normativa naturale nazionale e regionale (chirotteri, micromammiferi, puzzola, lupo).

### Ornitofauna
Le specie di uccelli presenti nella  foresta  sono in totale 75.
- Allocco (Strix aluco)
- Allodola (Alauda arvensis)
- Averla piccola (Lanius collurio)
- Aquila reale (Aquila chrysaetos)
- Astore (Accipiter gentilis)
- Balestruccio (Delichon urbicum)
- Ballerina bianca (Motacilla alba)
- Ballerina gialla (Motacilla cinerea)
- Beccafico (Sylvia borin)
- Biancone (Circaetus gallicus)
- Calandro (Anthus campestris)
- Capinera (Sylvia atricapilla)
- Cardellino (Carduelis carduelis)
- Cinciallegra (Parus major)
- Cinciarella (Parus caeruleus)
- Cincia bigia (Parus palustris)
- Cincia dal ciuffo (Parus cristatus)
- Cincia mora (Parus ater)
- Codibugnolo (Aegithalos caudatus)
- Codirossone (Monticola saxatilis)
- Colombaccio (Columba palumbus)
- Cornacchia grigia (Corvus cornix)
- Corvo imperiale (Corvus corax)
- Cuculo (Cuculus canorus)
- Falco pecchiaiolo (Pernis apivorus)
- Falco pellegrino (Falco peregrinus)
- Fiorrancino (Regulus ignicapilla)
- Fringuello (Fringilla coelebs)
- Gheppio (Falco tinnunculus)
- Ghiandaia (Garrulus glandarius)
- Lodolaio (Falco subbuteo)
- Luì bianco (Phylloscopus bonelli)
- Luì piccolo (Phylloscopus collybita)
- Luì verde (Phylloscopus sibilatrix)
- Merlo (Turdus merula)
- Merlo acquaiolo (Cinclus cinclus)
- Merlo dal collare (Turdus torquatus)
- Passera scopaiola (Prunella modularis)
- Picchio muratore (Sitta europaea)
- Picchio rosso maggiore (Dendrocopos major)
- Picchio rosso minore (Dendrocopos minor)
- Picchio verde (Picus viridis)
- Pigliamosche (Muscicapa striata)
- Prispolone (Anthus trivialis)
- Poiana (Buteo buteo)
- Rampichino alpestre (Certhia familiaris)
- Rampichino comune (Certhia brachydactyla)
- Regolo (Regulus regulus)
- Rondine (Hirundo rustica)
- Rondine montana (Ptyonoprogne rupestris)
- Rondone comune (Apus apus)
- Scricciolo (Troglodytes troglodytes)
- Sparviere (Accipiter nisus)
- Spioncello (Anthus spinoletta)
- Sterpazzola (Sylvia communis)
- Tordela (Turdus viscivoruss)
- Tordo bottaccio (Turdus philomelos)
- Tortora selvatica (Streptopelia turtur)
- Tottavilla (Lullula arborea)
- Upupa (Upupa epops)
- Verdone (Carduelis chloris)
- Verzellino (Serinus serinus)

Le specie di uccelli presenti sono molto varie, questo testimonia quanto questa foresta abbia un elevato valore ambientale. Non tutti i volatili che popolano la foresta nidificano al suo interno; alcuni sono presenti in via transitoria o per la caccia come il biancone, il lodaiolo e l'aquila reale. Animali come l'astore, il falco pecchiaiolo, lo sparviere e la poiana invece nidificano all'interno della foresta.

## Progetti per la valorizzazione del territorio

### Progetto LIFE+ PProSpoT
Il Progetto LIFE+ PProSpoT è un progetto attivo in tutta Italia, anche se gli impianti più importanti sono stati creati in Toscana.
L'obiettivo è di migliorare la tecnica della selvicoltura d'albero e conservazione delle specie sporadiche in bosco.
Questa valorizzazione del bosco è promossa per aumentare la biodiversità, la stabilità ecologica e il valore dei boschi che nel corso degli anni sta andando a decadere.
Nell'area mediterranea e appenninica nel corso degli anni si è assistito a una diminuzione delle specie vegetali, tanto da dar vita a un fenomeno denominato specie forestale sporadiche (ogni specie di vegetazione che in un territorio si può incontrare raramente). Questa diminuzione può dipendere da:
- Tecniche di coltivazione che puntano a favorire la biomassa
- Invecchiamento dei boschi
- Scarsa conoscenza e poca diffusione di informazioni tra i proprietari dei terreni
- Difficoltà nell'ottenere le licenze per gli interventi intenzionali sulla foresta

Gli obiettivi specifici del progetto sono:
- creare modelli gestionali e selvicolturali sostenibili dal punto di vista ambientale, economico e sociale
- rendere gli operatori del settore e gli investitori consci del problema ambientale nelle zone interessate dal progetto
- fornire indicatori tecnici che permettano una facile verifica delle pratiche selvicolturali e dello stato dell'ambiente

Le specie sporadiche secondo il Regolamento forestale (8 agosto 2003, n.48/R) all'articolo 12, individua le piante divenute rare e che necessitano di una maggiore cura e mantenimento.

#### Specie riconosciute nel progetto
- Acero campestre (Acer campestre)
- Acero montano (Acer pseudoplatanus)
- Acero opalo (Acer opalus Mill)
- - Acero riccio (Acer platanoides L.)
- Agrifoglio (Ilex aquifolium )
- Albero di Giuda (Cercis siliquastrum)
- Ciliegio selvatico (Prunus avium)
- Frassino maggiore (Fraxinus excelsior L.)
- Frassino ossifillo (Fraxinus angustifolia Vahl.)
- Maggiociondolo (Laburnum anagyroides Medik.)
- Melo selvatico o Melastro (Malus sylvestris Mill.)
- Olmo campestre (Ulmus minor Mill.)
- Olmo montano (Ulmus glabra Hudson)
- Perastro o Pero selvatico (Pyrus pyraster Burgds)
- Sorbo degli uccellatori (Sorbus aucuparia)
- Sorbo domestico (Sorbus domestica)
- Sorbo montano o farinaccio (Sorbus aria (L.) Crantz)
- Ciavardello (Sorbus torminalis)
- Tasso (Taxus baccata)
- Tiglio selvatico (Tilia cordata)
- Tiglio nostrano (Tilia platyphyllos)
- Cerro sughera (Quercus crenata)
- Farnia (Quercus robur)
- Rovere (Quercus petraea (Matt.))
- Sughera (Quercus suber)